# Bilbil złotobrewy
Bilbil złotobrewy (Pycnonotus bimaculatus) – indonezyjski, endemiczny gatunek małego, śpiewającego ptaka z rodziny bilbili (Pycnonotidae).

## Podgatunki i zasięg występowania
Wyróżnia się dwa podgatunki P. bimaculatus:
- P. bimaculatus bimaculatus – południowo-zachodnia Sumatra, zachodnia i środkowa Jawa.
- P. bimaculatus tenggerensis – wschodnia Jawa i Bali.

Za podgatunek P. bimaculatus był też uznawany bilbil krótkodzioby (P. snouckaerti) z północno-zachodniej Sumatry, ale na podstawie wyników badań opublikowanych w 2015 i 2016 roku został on uznany za osobny gatunek.

## Biotop
Jego naturalnym środowiskiem występowania są subtropikalne i tropikalne wilgotne lasy nizin i zboczy gór.

## Status
Międzynarodowa Unia Ochrony Przyrody (IUCN) uznaje bilbila złotobrewego za gatunek bliski zagrożenia (NT – near threatened). Liczebność populacji nie została oszacowana, aczkolwiek ptak ten opisywany jest jako lokalnie pospolity. Trend liczebności populacji uznaje się za spadkowy.